# Esai Morales
Esai Manuel Morales Jr. (Brooklyn, 1962. október 1. –) amerikai színész.

## Fiatalkora és családja
Brooklynban született, Puerto Ricó-i származású családban. Édesapja, Esai Morales Sr. hegesztő; édesanyja, Iris Margarita (leánykori nevén Declet), az International Ladies' Garment Workers' Union szakszervezeti aktivistája. Szülei még csecsemőkorában elváltak, a fiút édesanyja nevelte fel, apjával csak nagyon ritkán találkozott.
Későbbi színészi karrierje érdekében végzett tanulmányait 1976-ban a manhattani High School of Performing Arts iskolában kezdte.

## Pályafutása
2023-ban a Cottonmouth című western-thrillerben kapott főszerepet, amelyet a tervek szerint 2025-ben mutatnak be.
A Mission: Impossible – Leszámolás című filmben Gabriel szerepében tűnt fel, akit a Mission: Impossible – A végső leszámolás című folytatásban is alakított.

## Magánélete
Vegetáriánus.
2010-ben Elvimar Silva nevű barátnőjétől született egy lánya.

## Filmográfia

### Film
| Év   | Magyar cím                               | Eredeti cím                                          | Szerep                 | Magyar hang          |
| ---- | ---------------------------------------- | ---------------------------------------------------- | ---------------------- | -------------------- |
| 1982 | Negyven-egyenlő                          | Forty Deuce                                          | Mitchell               |                      |
| 1983 | Nehézfiúk                                | Bad Boys                                             | Paco Moreno            | Weil Róbert          |
| 1983 | Nehézfiúk                                | Bad Boys                                             | Paco Moreno            | Papp Dániel          |
| 1985 |                                          | Rainy Day Friends                                    | Neekos Valdez          |                      |
| 1987 | La Bamba                                 | La Bamba                                             | Roberto 'Bob' Morales  | Rudolf Péter         |
| 1987 | Az új diri                               | The Principal                                        | Raymundo 'Raymi' Rojas |                      |
| 1989 | A Broadway vérszopói                     | Bloodhounds of Broadway                              | Jack 'Handsome Jack'   | Kassai Károly        |
| 1990 | Meztelen tangó                           | Naked Tango                                          | Zico Borenstein        | Háda János           |
| 1992 | Szabad préda                             | Freejack                                             | 'Ripper'               | Reisenbüchler Sándor |
| 1992 | Ultraviola                               | Ultraviolet                                          | Nicholas Walker        | Fekete Zoltán        |
| 1993 |                                          | The Waiter (rövidfilm)                               | Julius                 |                      |
| 1993 |                                          | Living and Working in Space: The Countdown Has Begun | Kenny                  |                      |
| 1994 | Rapa Nui – A világ közepe                | Rapa-Nui                                             | Make                   | Gesztesi Károly      |
| 1994 | Kő egy csapat                            | In the Army Now                                      | Stern őrmester         | Mihályi Győző        |
| 1994 |                                          | Don't Do It                                          | Charles                |                      |
| 1995 | Az én családom                           | My Family                                            | 'Chucho'               | Dózsa Zoltán         |
| 1995 | Skorpió forrás                           | Scorpion Spring                                      | Astor                  | Juhász György        |
| 1996 |                                          | Livers Ain't Cheap                                   | Collin                 |                      |
| 1996 | Garcia Lorca eltűnése                    | The Disappearance of Garcia Lorca                    | Ricardo                |                      |
| 1996 | Zsarucsapda                              | Dogwatch                                             | Murrow                 | Selmeczi Roland      |
| 1998 |                                          | The Wonderful Ice Cream Suit                         | Dominguez              |                      |
| 1999 | Dél átka                                 | Southern Cross                                       | Philip Solano          |                      |
| 1999 | Vigyázz, kész, szűz!                     | American Virgin                                      | Jim, az igazgató       | Rajkai Zoltán        |
| 2000 | Féktelen vírus                           | Doomsday Man                                         | Mike                   | Rajkai Zoltán        |
| 2000 |                                          | Spin Cycle                                           | Nickens                |                      |
| 2002 | Hüvelyk Matyi és Hüvelyk Panna kalandjai | The Adventures of Tom Thumb and Thumbelina           | Vargas (hangja)        |                      |
| 2002 | Harlemi történet                         | Paid in Full                                         | Luis "Lulu" Lujano     |                      |
| 2005 | Volt egyszer egy esküvő                  | Once Upon a Wedding                                  | Pineda                 | Háda János           |
| 2005 | Volt egyszer egy esküvő                  | Once Upon a Wedding                                  | Pineda                 | Juhász Zoltán        |
| 2006 |                                          | The Virgin of Juarez                                 | Herrera atya           |                      |
| 2006 | Megetetett társadalom                    | Fast Food Nation                                     | Tony                   | Barát Attila         |
| 2006 |                                          | How to Go Out on a Date in Queens                    | Frankie                |                      |
| 2008 |                                          | Kill Kill Faster Faster                              | Markie                 |                      |
| 2009 | A határvonal                             | The Line                                             | Pelon                  | Crespo Rodrigo       |
| 2010 |                                          | Cherry                                               | Wes                    |                      |
| 2010 | A sugárút királya                        | King of the Avenue                                   | Natas                  |                      |
| 2011 |                                          | Gun Hill Road                                        | Enrique                |                      |
| 2012 | Atlasz megremegett 2. – A csapás         | Atlas Shrugged: Part II                              | Francisco D'Anconia    | Kautzky Armand       |
| 2013 |                                          | Playin' for Love                                     | Jose Martin igazgató   |                      |
| 2014 | Bőrnyakúak 2. – Tűzvonal                 | Jarhead 2: Field of Fire                             | Jones százados         | Seder Gábor          |
| 2015 |                                          | Spare Parts                                          | Mr. Santillan          |                      |
| 2016 | Ketrecharc 3. – Mindvégig                | Never Back Down: No Surrender                        | Hugo Vega              | Jakab Csaba          |
| 2018 | Superfly                                 | Superfly                                             | Adalberto Gonzalez     | Kárpáti Levente      |
| 2018 |                                          | Imprisoned                                           | Governor Mandera       |                      |
| 2019 |                                          | The Wall of Mexico                                   | Henry Arista           |                      |
| 2021 |                                          | Senior Moment                                        | Diego Lozana           |                      |
| 2022 |                                          | Art of Love                                          | professzor / író       |                      |
| 2022 |                                          | Queen of Manhattan                                   | Papi                   |                      |
| 2022 | A főkertész                              | Master Gardener                                      | Oscar Neruda           | Láng Balázs          |
| 2023 | Mission: Impossible – Leszámolás         | Mission: Impossible – Dead Reckoning Part One        | Gabriel                | Rajkai Zoltán        |
| 2024 |                                          | Crescent City                                        | Luke                   |                      |
| 2025 | Mission: Impossible – A végső leszámolás | Mission: Impossible – The Final Reckoning            | Gabriel                | Rajkai Zoltán        |

### Televízió
| Év        | Magyar cím                               | Eredeti cím                                    | Szerep                             | Megjegyzések                                              |
| --------- | ---------------------------------------- | ---------------------------------------------- | ---------------------------------- | --------------------------------------------------------- |
| 1984      |                                          | ABC Afterschool Special                        | Miguel Rados                       | 1 epizód                                                  |
| 1985      |                                          | The Equalizer                                  | Miguel Canterra rendőrtiszt        | 1 epizód                                                  |
| 1985      |                                          | Fame                                           | George                             | 1 epizód                                                  |
| 1985–1987 | Miami Vice                               | Miami Vice                                     | Pete Romano                        | - 1 epizód - magyar hangja: - Damu Roland                 |
| 1985–1987 | Miami Vice                               | Miami Vice                                     | Felipe Cruz                        | - 1 epizód - magyar hangja: - Fekete Zoltán               |
| 1986      | Sasok repülése                           | On Wings of Eagles                             | Rashid                             | - 1 epizód - magyar hangja: - László Zsolt                |
| 1989      | Alkonyzóna                               | The Twilight Zone                              | Jesse Cardiff                      | 1 epizód                                                  |
| 1991–1992 |                                          | The Legend of Prince Valiant                   | több szereplő hangja               | visszatérő szerep (1. évad)                               |
| 1992      |                                          | Bay City Story                                 | Jim Duran                          | tévéfilm                                                  |
| 1994      | Mesék a kriptából                        | Tales from the Crypt                           | 'Puck'                             | 1 epizód                                                  |
| 1994      | Lassú tűzön                              | The Burning Season                             | Jair                               | tévéfilm                                                  |
| 1995      | Holtpont: Menekülés a 14-es zónából      | Deadlocked: Escape from Zone 14                | Tony Archer                        | tévéfilm                                                  |
| 1996      | Halálosan tökéletes                      | Dying to Be Perfect: The Ellen Hart Pena Story | Federico Peña                      | tévéfilm                                                  |
| 1997      | Végtelen határok                         | The Outer Limits                               | Frank Kelton                       | 1 epizód                                                  |
| 1997      | Kiéhezve                                 | The Hunger                                     | Tony                               | 1 epizód                                                  |
| 1998      |                                          | Adventures from the Book of Virtues            | Guillermo (hangja)                 | 1 epizód                                                  |
| 1998      | A hazugság ördögi köre                   | Circle of Deceit                               | Jeff Silva                         | tévéfilm                                                  |
| 1999      | Doktorok                                 | L.A. Doctors                                   | Vince Duralde                      | 1 epizód                                                  |
| 1999      | Atomvonat                                | Atomic Train                                   | Noris MacKenzie                    | - minisorozat (1 epizód - magyar hangja: - Fazekas István |
| 2000      |                                          | A Family in Crisis: The Elian Gonzales Story   | Juan Miguel Gonzalez               | tévéfilm                                                  |
| 2000      | Családjogi esetek                        | Family Law                                     | Mr. Santiago                       | 1 epizód                                                  |
| 2000–2002 | Latin pofonok                            | Resurrection Blvd.                             | Paco Corrales                      | - visszatérő szerep (1-2. évad) - vendégszerep (3. évad)  |
| 2001–2004 | New York rendőrei                        | NYPD Blue                                      | Tony Rodriguez hadnagy             | főszerep (8-11. évad)                                     |
| 2002      | Amerikai család                          | American Family                                | Esteban Gonzalez                   | visszatérő szerep (1. évad)                               |
| 2002      | George Lopez                             | George Lopez                                   | Manny Lopez                        | 1 epizód                                                  |
| 2002–2003 | Dóra, a felfedező                        | Dora the Explorer                              | Papi (hangja)                      | visszatérő szerep (2. évad)                               |
| 2005      | Halálos csábítás                         | Heartless                                      | Rick Benes / David Lopez           | tévéfilm                                                  |
| 2005      | Freddie                                  | Freddie                                        | Carlos                             | 1 epizód                                                  |
| 2006      | Emberrablás                              | Vanished                                       | Michael Tyner                      | visszatérő szerep                                         |
| 2007      |                                          | 24: Day 6 Debrief                              | Jorge Ramirez ügynök               | visszatérő szerep (6. évad)                               |
| 2007      | Minden lében négy kanál                  | Burn Notice                                    | Ernie Paseo                        | 1 epizód                                                  |
| 2008      | Jericho                                  | Jericho                                        | Edward Beck őrnagy                 | visszatérő szerep (2. évad)                               |
| 2009–2010 |                                          | Caprica                                        | Joseph Adama                       | főszerep                                                  |
| 2010      | CSI: Miami helyszínelők                  | CSI: Miami                                     | Stephen Madsen                     | 1 epizód                                                  |
| 2011      |                                          | Los Americans                                  | Leandro 'Lee' Valenzuela           | főszerep                                                  |
| 2011      |                                          | We Have Your Husband                           | Eduardo Valseca                    | tévéfilm                                                  |
| 2011–2012 | Békét, bíró!                             | Fairly Legal                                   | Aaron Davidson kerületi ügyész     | - vendégszerep (1. évad) - visszatérő szerep (2. évad)    |
| 2012      | Vihar Seattle-ben                        | Seattle Superstorm                             | Tom                                | - tévéfilm - magyar hangja: - Jakab Csaba                 |
| 2012      | Esküdt ellenségek: Különleges ügyosztály | Law & Order: Special Victims Unit              | Jimmy Vasquez                      | 1 epizód                                                  |
| 2013      | Bűnös Miami                              | Magic City                                     | Carlos „El Tiburon” Ruiz           | visszatérő szerep (2. évad)                               |
| 2013      | Gyilkos ügyek                            | Major Crimes                                   | Diaz seriffhelyettes               | 1 epizód                                                  |
| 2013      |                                          | Teachers                                       | Manny                              | tévéfilm                                                  |
| 2013–2015 | Gyilkos elmék: Evolúció                  | Criminal Minds                                 | Mateo „Matt” Cruz szakaszvezető    | - vendégszerep (9. évad) - visszatérő szerep (10. évad)   |
| 2014      |                                          | Cleaners                                       | Brooks atya                        | visszatérő szerep (2. évad)                               |
| 2015      | Krízisben                                | The Brink                                      | Julian Navarro elnök               | - főszereplő - magyar hangja: - Czvetkó Sándor            |
| 2015      | Alkonyattól pirkadatig                   | From Dusk till Dawn: The Series                | Lord Amancio Malvado               | visszatérő szerep (2. évad)                               |
| 2015      | Mozart a dzsungelben                     | Mozart in the Jungle                           | Juan Delgado                       | visszatérő szerep (2. évad)                               |
| 2015–2016 | Zsaruvér                                 | Blue Bloods                                    | Trey Delgado őrmester              | vendégszerep (6-7. évad)                                  |
| 2016      |                                          | Casa Vita                                      | Rodrigo Vita                       | tévéfilm                                                  |
| 2016      |                                          | Hit the Floor                                  | Joe Desario                        | 1 epizód                                                  |
| 2016      |                                          | Adam Ruins Everything                          | Alfonso                            | 1 epizód                                                  |
| 2016–20   | Hogyan ússzunk meg egy gyilkosságot?     | How to Get Away with Murder                    | Jorge Castillo                     | visszatérő szerep (3-4. és 6. évad)                       |
| 2017      | Gyilkos elmék: Túl minden határon        | Criminal Minds: Beyond Borders                 | Mateo „Matt” Cruz szakaszvezető    | 1 epizód                                                  |
| 2017      | Ozark                                    | Ozark                                          | Camino Del Rio                     | - főszereplő (1. évad) - magyar hangja: - Laklóth Aladár  |
| 2017      | Bűnös Chicago                            | Chicago P.D.                                   | Lugo rendőrfőnök                   | - visszatérő szerep (4. évad) - vendégszerep (5. évad)    |
| 2018      | Mars – Utunk a vörös bolygóra            | Mars                                           | Roland St. John                    | visszatérő szerep (2. évad)                               |
| 2018–2019 | NCIS: Los Angeles                        | NCIS: Los Angeles                              | Louis Ochoa NCIS igazgatóhelyettes | visszatérő szerep (10. évad)                              |
| 2019      | Titánok                                  | Titans                                         | Slade Wilson / Deathstroke         | főszerep (2. évad)                                        |
| 2020      | Félig üres                               | Curb Your Enthusiasm                           | Francisco                          | 1 epizód                                                  |
| 2025      |                                          | Side Quest                                     | Gustavo                            | 1 epizód                                                  |

### Videójátékok
| Év   | Cím                       | Szerep                              |
| ---- | ------------------------- | ----------------------------------- |
| 2005 | True Crime: New York City | Victor Navarro rendőrfőnök (hangja) |

## Fordítás
- Ez a szócikk részben vagy egészben  az   Esai Morales című angol Wikipédia-szócikk ezen változatának fordításán alapul.  Az eredeti cikk szerkesztőit annak laptörténete sorolja fel. Ez a jelzés csupán a megfogalmazás eredetét és a szerzői jogokat jelzi, nem szolgál a cikkben szereplő információk forrásmegjelöléseként.